# 旧永井家庄屋屋敷
旧永井家庄屋屋敷（きゅうながいけしょうややしき）は、徳島県つるぎ町にある歴史的な建造物。にし阿波お勧めビューポイント100選選定。つるぎ町指定有形文化財。

## 歴史
1791年（寛政3年）に建築。敷地は約550坪あり、旧貞光町の二層うだつの町並みから50mほど西に入った住宅地の中で静かな佇まいを見せている。
母屋・蔵・藍のネドコなどの建物群があるほか、井戸や鶴亀蓬莱庭園（座視鑑賞式）などもある。1997年（平成9年）に古民家再生の権威者と称される降幡廣信によって再生された。

## 交通
- 徳島自動車道「美馬インターチェンジ」より車で約10分。
- JR徳島線「貞光駅」より徒歩で約10分。